# Meliosma isthmensis
Meliosma isthmensis är en tvåhjärtbladig växtart som beskrevs av J.F.Morales. Meliosma isthmensis ingår i släktet Meliosma och familjen Sabiaceae. Inga underarter finns listade.